# Synargis sylvarum
Synargis sylvarum is een vlindersoort uit de familie van de prachtvlinders (Riodinidae), onderfamilie Riodininae.
Synargis sylvarum werd in 1867 beschreven door H. Bates.